# Zhou Mi
Zhou Mi (chiń. 周蜜; pinyin Zhōu Mì; ur. 18 lutego 1979 w Nanning) – chińska badmintonistka, medalistka Igrzysk Olimpijskich. 